# Iglesiapinta
Iglesiapinta, también conocida como Iglesia Pinta es una localidad situada en el este de la provincia de Burgos, comunidad autónoma de Castilla y León (España), comarca de La Demanda, partido judicial de Salas de los Infantes, dependiente del ayuntamiento de San Millán de Lara
Se ubica en el antiguo Alfoz de Lara, al sur de la Sierra de Mencilla (1029 m s. n. m. y al Norte de la Sierra de las Mamblas y de la Sierra de Carazo, a 1085 m s. n. m., bañada por el río San Millán y a 20 km de Salas de los Infantes, cabeza de partido, y a 45 de Burgos. Se accede desde San Millán por la carretera local BU-V-8203. Hasta el cierre del ferrocarril Santander-Mediterráneo (1985), la localidad utilizaba la estación de Campolara.

## Demografía
Evolución de la población
| Gráfica de evolución demográfica de Iglesiapinta entre 2000 y 2017 |
|                                                                    |
| Población de derecho (2000-2017) según el padrón municipal del INE |